# Coniopteryx vojnitsi
Coniopteryx vojnitsi är en insektsart som beskrevs av György Sziráki 1994. Coniopteryx vojnitsi ingår i släktet Coniopteryx och familjen vaxsländor. Inga underarter finns listade i Catalogue of Life.